# Stephens
Stephens ist ein englischer Familienname, abgeleitet von dem männlichen Vornamen Stephen. Eine Variante des Namens ist Stevens.

## Namensträger

### A
- A. E. S. Stephens (Allie Edward Stokes Stephens; 1900–1973), US-amerikanischer Politiker
- Abraham P. Stephens (1796–1859), US-amerikanischer Politiker
- Alexander Stephens (* 1981), deutsch-britischer Rechtsanwalt, siehe Alexander Stevens
- Alexander H. Stephens (1812–1883), US-amerikanischer Politiker
- Alfredo Stephens (Alfredo Horacio Stephens Francis, * 1994), panamaischer Fußballspieler
- Ambrose E. B. Stephens (1862–1927), US-amerikanischer Politiker
- Ann S. Stephens (1810–1886), US-amerikanische Schriftstellerin und Zeitungsherausgeberin

### C
- Charlie Stephens (* 1981), kanadischer Eishockeyspieler
- Charlotte Andrews Stephens (1854–1951), die erste afroamerikanische Lehrerin im Schuldistrikt Little Rock
- Christine Stephens, neuseeländische Psychologin
- Christopher Stephens (* 1973), schottischer Politiker
- Clarence Francis Stephens (1917–2018), US-amerikanischer Mathematiker
- Clinton Stephens (1919–1995), US-amerikanischer Badmintonspieler

### D
- Dale Stephens (* 1989), englischer Fußballspieler
- Dan V. Stephens (1868–1939), US-amerikanischer Politiker
- Darryl Stephens (* 1974), US-amerikanischer Schauspieler
- Dayna Stephens (* 1978), US-amerikanischer Jazz-Saxophonist

### E
- Edith Layard Stephens (1884–1966), südafrikanische Botanikerin
- Elizabeth Stephens (* 1960), US-amerikanische Filmemacherin, Performerin und Hochschullehrerin

### F
- Frances Stephens (1851–1915), kanadische Philanthropin
- Frank Stephens (* 1931), US-amerikanischer Chemiker und Physiker

### G
- Gene Stephens (1933–2019), US-amerikanischer Baseballspieler
- Geoff Stephens (1934–2020), britischer Songwriter
- George Stephens (Schriftsteller) (1800–1851), englischer Schriftsteller
- George Washington Stephens (Politiker, 1832) (1832–1904), kanadischer Rechtsanwalt, Geschäftsmann, Grundbesitzer und Politiker
- George Washington Stephens (Politiker, 1866) (1866–1942), kanadischer Politiker und Offizier, Präsident der Regierungskommission des Saargebietes (1926–1927)

### H
- Helen Stephens (1918–1994), US-amerikanische Leichtathletin
- Henry Morse Stephens (1857–1919), britisch-US-amerikanischer Historiker
- Henry Sykes Stephens (1795/96–1878), britischer Offizier und Adjutant des Vizekönigs von Hannover
- Hubert D. Stephens (1875–1946), US-amerikanischer Politiker

### I
- Ian Stephens (* 1952), walisischer Rugby-Union-Spieler

### J
- Jack Stephens (Szenenbildner), britischer Szenenbildner
- Jack Stephens (Musiker) (* 1988), englischer Schlagzeuger und Musikproduzent
- Jack Stephens (Fußballspieler) (* 1994), englischer Fußballspieler
- Jackson T. Stephens (1923–2005), amerikanischer Geschäftsmann
- James Stephens (Politiker, † 1683) († 1683), englischer Politiker
- James Stephens (Steinmetz) (1821–1889), britisch-australischer Steinmetz und Gewerkschafter
- James Stephens (Fenier) (1825–1901), irischer Republikaner
- James Stephens (Politiker, 1881) (1881–1962), australischer Politiker
- James Stephens (Schriftsteller) (1882–1950), irischer Schriftsteller
- James Stephens (Schauspieler) (* 1951), US-amerikanischer Schauspieler
- James A. Stephens (* 1945), britischer Schauspieler
- James B. Stephens (1806–1889), US-amerikanischer Siedler
- James Brunton Stephens (1835–1902), australischer Dichter
- James Francis Stephens (1792–1852), britischer Zoologe
- Jason Stephens (Politiker), US-amerikanischer Politiker
- Jason Stephens (Produzent), australischer Produzent und Drehbuchautor
- John Stephens (Tennisspieler), australischer Tennisspieler
- John Stephens (Rennfahrer), britischer Motorradrennfahrer
- John Stephens (Footballspieler) (1966–2009), US-amerikanischer American-Football-Spieler
- John Stephens (Schriftsteller) (* 1972), US-amerikanischer Schriftsteller, Drehbuchautor und Produzent
- John Stephens, bekannt als John Legend (* 1978), US-amerikanischer Musiker und -Songwriter
- John Stephens (Baseballspieler) (* 1979), australischer Baseballspieler
- John Hall Stephens (1847–1924), US-amerikanischer Politiker
- John Lloyd Stephens (1805–1852), US-amerikanischer Forschungsreisender, Archäologe und Diplomat
- John M. Stephens (1932–2015), US-amerikanischer Kameramann
- John Sturge Stephens (1891–1954), britischer Pazifist und Historiker
- John S. Stephens (1932–2022), US-amerikanischer Meeresbiologe und Ichthyologe

### K
- Kathleen Stephens (Diplomatin) (* 1953), US-amerikanische US-Botschafterin in Südkorea
- Kathleen Stephens (Schauspielerin), südafrikanische Schauspielerin

### L
- Laura Stephens (* 1999), britische Schwimmerin
- Lauren Stephens (* 1986), US-amerikanische Radrennfahrerin
- Lon Vest Stephens (1858–1923), US-amerikanischer Politiker
- Luis Stephens Margolis (* 1938), mexikanischer Degenfechter

### M
- Martin Stephens (* 1949), britischer Schauspieler
- Meic Stephens (1938–2018), walisischer Journalist und Literaturwissenschaftler
- Matthew Stephens (* 1970), britischer Radrennfahrer
- Mitchell Stephens (* 1997), kanadischer Eishockeyspieler

### N
- Neil Stephens (* 1963), australischer Radrennfahrer und Sportlicher Leiter
- Nical Stephens (* 1992), vincentischer Fußballspieler
- Nick Stephens (* 1946), britischer Musiker

### O
- Olin Stephens (1908–2008), US-amerikanischer Yachtkonstrukteur
- Owen Stephens (* 1947), australischer Rugby-Union-Spieler

### P
- Patricia Stephens (* um 1925), US-amerikanische Badmintonspielerin
- Patricia Stephens Due (1939–2012), US-amerikanische Bürgerrechtlerin
- Peter Stephens (1687–1757), deutschamerikanischer Siedler
- Philander Stephens (1788–1842), US-amerikanischer Politiker
- Philip Pembroke Stephens (1903–1937), britischer Journalist

### R
- Rees Stephens (1922–1998), walisischer Rugby-Union-Spieler
- Robert Stephens (1931–1995), britischer Film- und Theaterschauspieler
- Robert Grier Stephens (1913–2003), US-amerikanischer Politiker
- Rod Stephens (1909–1995), US-amerikanischer Segler und Yachtingenieur

### S
- Simon Stephens (* 1971), britischer Dramatiker und Theaterschriftsteller
- Sloane Stephens (* 1993), US-amerikanische Tennisspielerin
- Stan Stephens (1929–2021), US-amerikanischer Politiker
- Stanley G. Stephens (1911―1986), britisch-amerikanischer Biologe
- Susan A. Stephens (* 1945), US-amerikanische Klassische Philologin
- Suzanne Stephens (* 1946), US-amerikanische Klarinettistin

### T
- Tanya Stephens (* 1973), jamaikanischer Dancehall-/Reggae-Singjay
- Terry Stephens (* 1959), australischer Wirtschaftsmanager und Politiker
- Thomas Stephens (Boxer) (* 1969), liberianischer Boxer
- Thomas Stephens (Schwimmer) (* 1992), US-amerikanischer Schwimmer
- Toby Stephens (* 1969), britischer Schauspieler
- Todd Stephens, US-amerikanischer Regisseur und Drehbuchautor
- Trae Stephens (* 1983), US-amerikanischer Unternehmer und Investor
- Tun Fuad Stephens (1920–1976), malaysischer Politiker, Ministerpräsident von Sabah

### U
- Uriah Smith Stephens (1821–1882), amerikanischer Gewerkschaftsführer und Gründer der Knights of Labor
- Ursula Stephens (* 1954), australische Politikerin

### V
- Vern Stephens (1920–1968), US-amerikanischer Baseballspieler

### W
- Walter Stephens (* 1949), US-amerikanischer Romanist
- Warren A. Stephens (* 1957), amerikanischer Geschäftsmann
- William Stephens (Politiker, 1671) (1671–1753), englischer Politiker, Gouverneur der Province of Georgia
- William Stephens (Politiker, 1857) (1857–1925), australischer Politiker
- William Stephens (Politiker, 1859) (1859–1944), US-amerikanischer Politiker
- William Stephens (Filmproduzent) (1897–1962), US-amerikanischer Filmproduzent
- William E. Stephens (1912–1980), US-amerikanischer Physiker
- William Peter Stephens (auch Peter Stephens; 1934–2019), britischer Geistlicher
- William Reynolds-Stephens (1862–1943), britischer Bildhauer, Maler, Designer und Kunsthandwerker